# 1671 год в науке
В 1671 году произошли различные научные и технологические события, некоторые из которых представлены ниже.

## События
- Завершено строительство Парижской обсерватории[1].
- Шотландский математик Джеймс Грегори открыл то, что много позже назовут «рядом Тэйлора», и получил разложения многих элементарных функций в бесконечные ряды: синуса, косинуса, логарифма, логарифмов тригонометрических функций и обратных тригонометрических функций. Грегори показал, как использовать эти разложения для нахождения площадей фигур и объёмов тел вращения. Независимо от Барроу Грегори сформулировал основную теорему анализа. Открытия Грегори, изложенные в основном в открытых письмах, произвели огромное впечатление на молодого Ньютона, который всегда называл Грегори в числе своих идейных предшественников[2].

## Публикации
- Итальянский биолог Марчелло Мальпиги опубликовал «Anatomia plantarum».

## Родились
См. также: Категория:Родившиеся в 1671 году
- 1 октября — Гранди, Гвидо (умер в 1742 году), итальянский математик.

## Скончались
См. также: Категория:Умершие в 1671 году
- 22 февраля — Адам Олеарий (род. в 1599 году), немецкий естествоиспытатель и путешественник, создатель Готторпского глобуса и автор ценных заметок «Описание путешествия Голштинского посольства в Московию и Персию».
- 25 июня — Джованни Баттиста Риччоли (род. в 1598 году), итальянский астроном.